# إشارة ختم بريد
إشارة ختم بريد (إنديسيا) أو مؤشرات بريدية في علم طوابع البريد هي علامات على قطعة بريدية (على عكس الطوابع اللاصقة) تُظهر أن المرسل قد دفع رسوم البريد مسبقاً. إن كلمة إنديسيا هي جمع الكلمة اللاتينية indicium، وتعني العلامات المميزة، أو المؤشرات أو العلامة الدالة على دفع الرسم البريدي. ويستخدم مصطلح الطابع المطبوع بالتبادل إلى حد ما، ولكن بعض العلامات ليست طوابع مطبوعة. أحد الأمثلة على ذلك هو الطابع اليدوي، الذي يمكن رؤيته في صورة في هذه الصفحة.
يمكن أن تتخذ الدلالات عددًا من الأشكال، بما في ذلك التصاميم المطبوعة أو الأختام اليدوية حيث يكون الختم عادةً يشير إلى الدفع المسبق للطوابع البريدية. كما أن الطوابع المطبوعة على القرطاسية البريدية هي دلائل.
ويشير المصطلح أيضاً إلى طبعة طابع العداد أو الجزء منه الذي يشير إلى القيمة أو السعر البريدي.

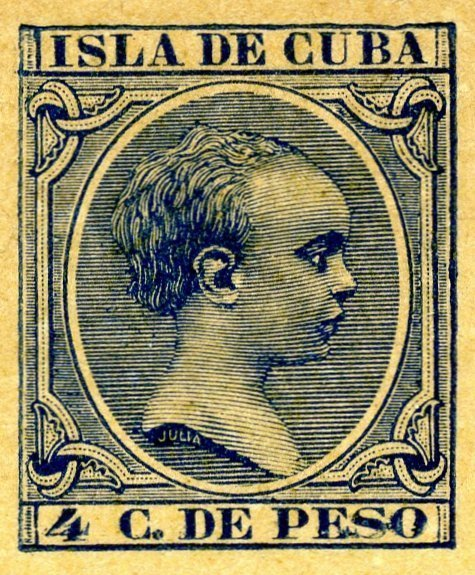
إشارة من بطاقة بريدية كوبية تعود لعام 1894 تصور ألفونسو الثالث عشر في عمر 5 سنوات

## معرض صور

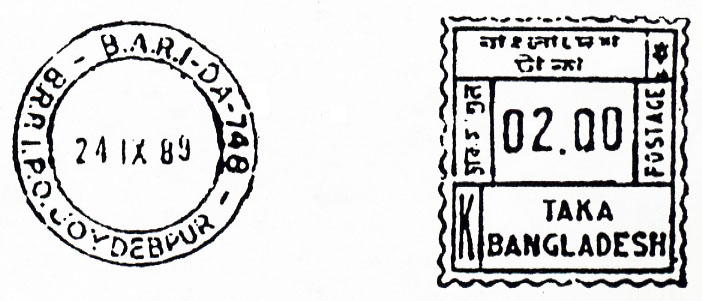
طابع العداد البنغلاديشي الذي يتضمن الجزء الإرشادي على اليمين.
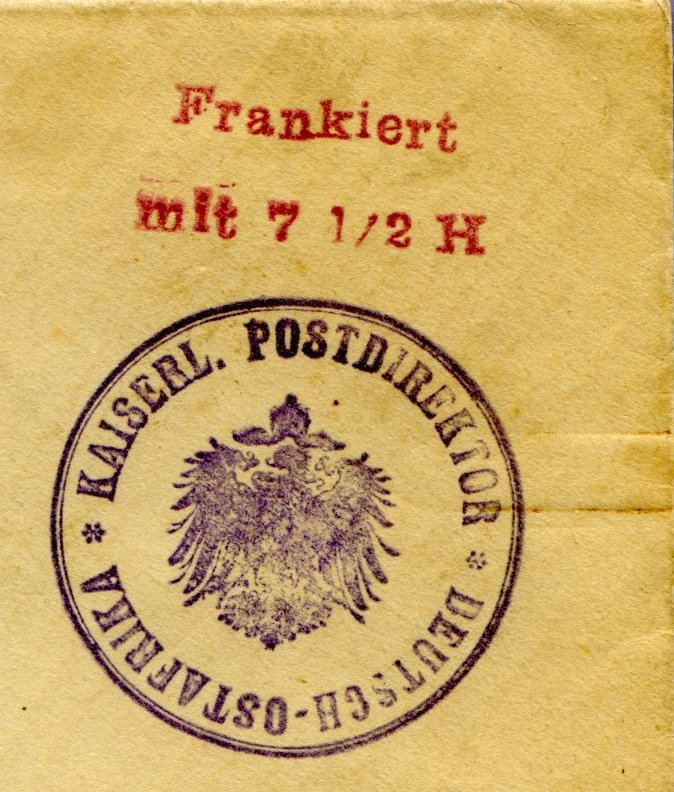
إشارة ختم يدوي تشير إلى الدفع المسبق لرسوم البريد. أدت ندرة طوابع البريد في الحرب العالمية الأولى إلى قيام سلطات البريد بوضع ختم يدوي (بالإضافة إلى ختم من مدير البريد) على الأظرف التي يجلبها الجمهور.

## روابط خارجية
- Carnegie Mellon University Computer Science technical reports CMU-CS-96-113: Cryptographic Postage Indicia